# Agaricochaete keniensis
Agaricochaete keniensis är en svampart som beskrevs av Pegler 1977. Agaricochaete keniensis ingår i släktet Agaricochaete och familjen musslingar.   Inga underarter finns listade i Catalogue of Life.